# Evergestis hyrcanalis
Evergestis hyrcanalis là một loài bướm đêm trong họ Crambidae.